# Bad Karlshafen
Bad Karlshafen est une ville allemande située dans le land de la Hesse et l'arrondissement de Cassel, à la confluence de la Diemel avec la Weser.
Elle abrite un musée du protestantisme huguenot et est le point d'arrivée du sentier de grande randonnée Sur les pas des huguenots qui part de Poët-Laval dans la Drôme en France.

## Histoire

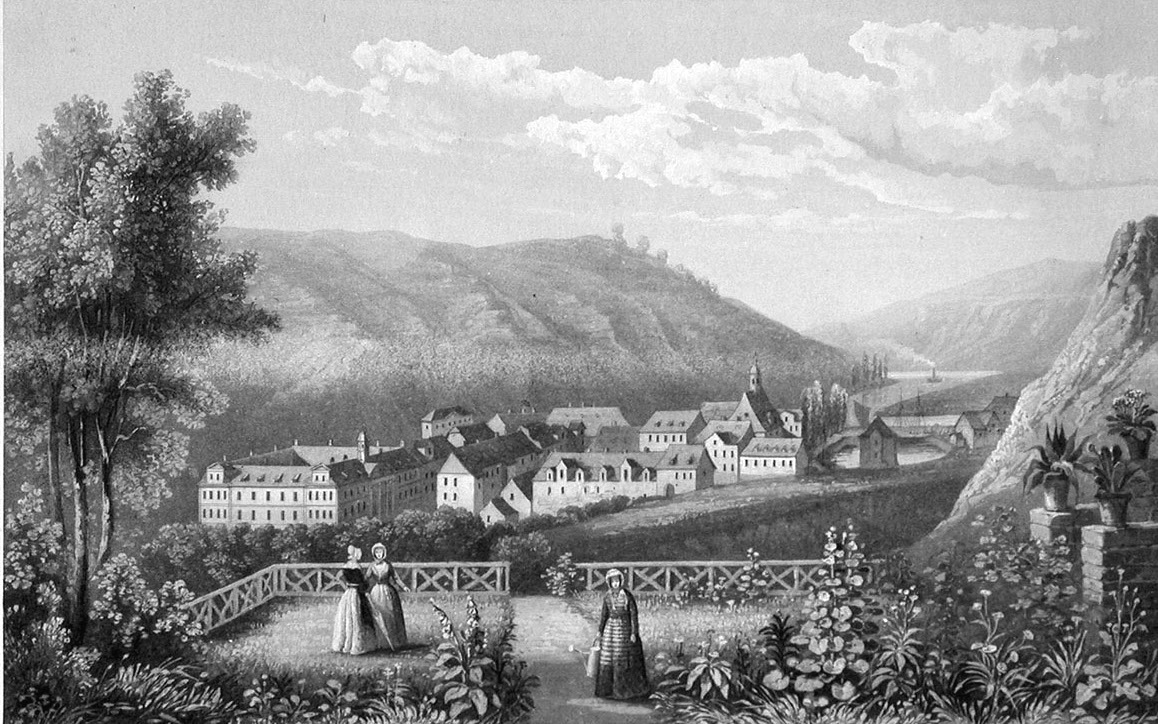
Carlshafen : Gravure sur acier de Johann Heinrich Martens d'après Fink (vers 1840)

La ville de Bad Karlshafen est fondée en 1699 sous le nom de Sieburg (Syburg) lorsque le landgrave Charles Ier de Hesse-Cassel ordonne à son ingénieur et maître d'œuvre Friedrich Conradi la construction d'une nouvelle ville commerciale et industrielle pour l'installation de huguenots, des réfugiés protestants français. Les premiers habitants sont des huguenots et des vaudois. Le nom de Sieburg est dérivé du relief de 274 m de haut situé dans le nord de la Reinhardswald.
Dans le cadre d’un projet de creusement d’un canal (de), le landgrave voulait contourner les droits de douane de Hannoversch Münden et faire construire une nouvelle voie navigable jusqu'à la ville royale de Cassel. Cependant, ces plans n'ont été que partiellement réalisés, ainsi, seuls 17 km ont été achevés, parce que les travaux ont été arrêtés en 1730 à la mort du souverain. D’autres plans d'expansion de la ville de Karlshafen ont connu le même sort.
En 1704, l'Invalidenhaus (maison des invalides) est construit. Jusqu'en 1918, il sert à fournir un hébergement et des soins à vie aux soldats hessois handicapés et à leurs familles. En 1717, l'architecte de la cour Paul du Ry (de) fait rebaptiser la ville en Carlshaven, en l'honneur du fondateur de la ville. En face de la vieille ville, de l'autre côté de la Weser, se trouve la cité-jardin, qui a été construite plus tard.
Des sources d'eau salée sont découvertes en 1730 par l'apothicaire huguenot Jacques Galland. Le commerce du sel commence alors. En 1763, une saline composée d'une station de pompage et de trois ouvrages de décantation est construite.
Carlshafen était le siège du canton de Carlshafen (de) dans le royaume de Westphalie, avant de devenir, lors du rétablissement de l’électorat de Hesse, le siège de l’Amt de Carlshafen (de) de 1814 à 1821 puis du Justizamt de Carlshafen à partir de 1821. Après l'annexion de l’électorat de Hesse par la Prusse en 1867, la ville devient le siège d'un tribunal de district.
Après la fondation du Preußisch-Hessischer Zollverein (de), l'extraction de sel est arrêtée afin de protéger les gisements de saumure d'Allemagne du Nord. En 1838, le premier établissement de bains est construit dans le village, où la saumure était utilisée pour soigner les curistes. En 1903, une saline est construite sur la rive droite de la Weser ; elle a été détruite pendant la Seconde Guerre mondiale. En 1935, Carlshafen est rebaptisé Karlshafen. En 1955, elle est reconnue comme station thermale de saumure.
Les 16 et 17 juillet 1965, une crue désastreuse connue sous le nom de Heinrichsflut (de) fait des ravages dans le quartier de la vieille ville baroque. Le 25 septembre 1966, le service de trains de passagers de la Carlsbahn (ligne ferroviaire Kassel-Warburg ; Friedrich-Wilhelms-Nordbahn) est interrompu et le 27 septembre 1986, le service de trains de marchandises subit le même sort.
Dans le cadre de la réforme régionale en Hesse, la ville de Helmarshausen, historiquement beaucoup plus ancienne, fusionne avec la ville de Karlshafen pour former la nouvelle ville de Karlshafen le 1er août 1972 en vertu d'une loi du Land,.
En 1973, un nouveau centre thermal est ouvert. Le 27 mai 1977, la ville de Karlshafen reçoit le titre de Bad Karlshafen. En 1986, un nouveau bâtiment de graduation de la saumure est construit. En 2004, une nouvelle source d'eau salée est exploitée à une profondeur de 1 150 mètres et en décembre 2004, la Kristalltherme Weserbergland, l'actuelle Weser-Therme, est ouverte.
Entre 2017 et 2019, les travaux de rénovation et de réaménagement du bassin portuaire historique devant l'hôtel de ville sont entrepris. Le 11 mai 2019, la réouverture et la reconnexion à la Weser sont célébrées.

## Jumelages
La ville de Bad Karlshafen est jumelée avec :
- 's-Gravenzande (Pays-Bas) depuis 1961
- Bad Suderode (Allemagne) depuis 1990